# 1661
1661 (MDCLXI) a fost un an obișnuit al calendarului gregorian, care a început într-o zi de joi.

## Evenimente
- Ludovic al XIV-lea al Franței dispune construirea palatului Versailles.

## Nașteri
- 25 ianuarie: Antoine I, Prinț de Monaco (d. 1731)
- 30 aprilie: Louis Armand I, Prinț de Conti (d. 1685)
- 6 noiembrie: Carol II, rege al Spaniei (d. 1700)
- 18 decembrie: Christopher Polhem, inventator suedez (d. 1751)

## Decese
- 5 februarie: Împăratul Shunzhi al Chinei, 22 ani (n. 1638)
- 9 martie: Cardinalul Jules Mazarin (n. Giulio Raimondo Mazzarino), 58 ani, prim-ministru al Franței (n. 1602)
- 29 septembrie: Ștefăniță Lupu, 20 ani, domn al Moldovei (1659-1661), (n. 1641)
- 9 octombrie: Gérard Desargues, 70 ani, matematician francez (n. 1591)
- 29 decembrie: Marc-Antoine Girard de Saint-Amant, poet francez, 67 ani (n. 1594)